# 가라루파
가라루파(Garra rufa)는 터키의 온천에 사는 민물고기이다. 닥터피시(doctor fish)라는 애칭으로도 잘 알려진 이 생물은 피부병 중 하나인 마른버짐을 고치기 위해 이용되는데, 피부를 핥아 죽은 세포를 먹고 새 살만 남기기 때문이라고 한다. 하지만 이 물고기가 실제로 피부병을 치료하는 데 효과가 있는지에 대해서는 논란이 있다. 가라루파는 주로 터키, 시리아, 이란, 그리고 이라크에 분포한다. 또한 애완동물로도 길러지는데, 수조 안의 녹조류를 먹고 자란다. 가라루파를 이용한 상업도 있는데, 주로 스파(spa) 영업에 부가적인 서비스로 이용된다. 가라루파 상업은 일본, 대한민국, 중화인민공화국, 싱가포르, 말레이시아, 크로아티아에서 주로 발달되어 있다.
닥터피시 서비스를 받기 전에 최소한의 위생 관리는 필요하다. 18년에 중국에서 10년 동안 발을 씻지 않은 남성의 발냄새에 수조 전체의 닥터피시가 몰살된 사례가 보고되었다.